# Gerben Ibelings
Gerben Ibelings (Capelle aan den IJssel, 1966) is een Nederlandse muzikant. Ibelings werd bekend als drummer van Bad to the Bone, een band waarin ook zijn oudere broers Marc en Maarten speelden. Nadien speelde hij, vanaf 1995, in de Tröckener Kecks tot die band in 2001 stopte. Van 2004 tot 2017 is hij drummer bij de Bintangs. Ibelings is daarnaast werkzaam in de horeca. 